# Поповка (Балаклейский район)
Попо́вка (укр. Попівка) — село в Асеевском сельском совете Балаклейского района Харьковской области Украины.
Код КОАТУУ — 6320280404. Население по переписи населения 2001 года составляет 41 (17/24 м/ж) человек.

## Географическое положение
Село Поповка находится на берегу реки Чепель.